# Обливание (картина Фешина)
«Облива́ние» — картина русского, советского и американского художника Николая Фешина. Создана в 1914 году в Казани (С. М. Червонная датирует картину 1911 годом, а искусствовед Г. П. Тулузакова в каталоге 2012 года — 1914—1916 годами, хотя в своей диссертации 1998 года неоднократно называет другую дату — 1911 год). Полотно находится в коллекции Государственного музея изобразительных искусств Республики Татарстан, экспонируется в настоящее время в зале Фешина в Национальной художественной галерее «Хазинэ», которая является филиалом музея.
Картина Николая Фешина изображает деревенский обычай обливать водой во время летней жары тех, кто проходил мимо колодца. Крестьяне считали его магическим способом предотвращения засухи. Христианское представление о «смывании грехов» объединялось в этом обычае с воспоминаниями о языческих обрядах «призывания дождя». Кандидат искусствоведения Дмитрий Серяков считал «Обливание» продолжением в творчестве Фешина этнографической темы, которая ко времени создания картины уже нашла отражение в таких его жанровых полотнах, как «Черемисская свадьба» и «Капустница». Эти три картины художника исследователь называл «обрядовыми». По мнению Серякова, художник стремился в них не столько продемонстрировать сцены народного быта, сколько показать уклад жизни, запечатлённый в конкретных обрядах.

## Сюжет картины
Действие картины «Обливание» разворачивается вблизи колодца на фоне деревенского пейзажа с избами, крытыми соломой, на протоптанных в траве тропинках. Центр полотна занимает сцена у колодца-журавля. Мальчик, встав на сруб, изо всех сил поднимает из колодца с помощью верёвки привязанное за её конец ведро. Рядом с ним крестьянин, с окладистой бородой, в тёмном жилете и фиолетовой рубахе, с размаху обливает водой из другого ведра стоящих рядом сельчанок. В левой части полотна изображена молодая крестьянка. Она, согнувшись, подбирая намокшее платье (подразумевается, что её только что облили водой шутники), идёт прямо на зрителя. Босыми ногами она ступает по лужам, в которых отражается голубое небо. Левый от зрителя край картины обрезает едва намеченную фигуру старухи с коромыслом (искусствовед Воронов считал, что она со смехом смотрит на разворачивающееся перед её глазами зрелище). В центре правой половины полотна художник изобразил дрожащую от холода девочку с мокрыми волосами и одеждой. Она стоит лицом к зрителю, придерживая мокрое платье розового цвета так, чтобы оно не прилипало к телу. В это время ещё одна струя воды выливается ей на ноги.
За девочкой художник расположил в «свободных динамичных позах» ещё одну девочку, у которой на руках находится плачущий младенец, и девушку в красном платке и ярко-лиловом сарафане, у которой ребёнок отбирает ведро с водой. Справа слабо угадываются края, по выражению Серякова, «не то поленницы, не то просто сложенных друг на друга бревен и фигуры двух мальчишек, срезанные краем холста» (Воронов считал, что они заняты качанием воды).

## История создания
Замысел картины «Обливание» появился у художника, когда он побывал в селе Надеждино Лаишевского уезда Казанской губернии, куда он приехал на этюды. В Надеждино находилась небольшая усадьба первого директора Казанской художественной школы Н. Н. Бельковича. К нему приезжали не только художники, но и ученики школы. Неоднократно гостем Бельковича был и Николай Фешин. Кандидат искусствоведения Екатерина Ключевская утверждала, что соотнесение жанровой картины с конкретным географическим пунктом была характерна для творчества Николая Фешина. В качестве примеров она привела полотно «Черемисская свадьба», действие которого происходит в деревнях Кушня и Морки Царевококшайского уезда Казанской губернии, и другие работы мастера

### Обычай обливания в русской деревне
Сюжетом для картины Фешин избрал бытовавший в русском селе обычай обливать водой во время летней жары каждого, кто проходил мимо колодца. Крестьяне воспринимали этот обычай не только как шутку или игру. Такое обливание они считали магическим способом предотвращения засухи. Вл. Воронов в статье о творчестве художника писал, что чаще всего такой обряд совершался ближе ко Дню Святой Троицы (установлен в честь сошествия на апостолов Святого Духа и празднуется в православной церкви на 50-й день после Пасхи). Воронов утверждал, что на это время приходится самый засушливый месяц. Доктор искусствоведения С. М. Червонная относила действие картины и соответствующий ему обряд к Иванову дню (отмечается 24 июня (7 июля)). Искусствовед Г. П. Тулузакова также отмечала, что событие, изображённое на картине, относится к общерусским деревенским обычаям. Она писала, что у русского народа обряд обливания был составной частью многих праздников. Среди них: Светлая седмица Пасхи (семь дней, включающие Пасхальное воскресенье и шесть последующих дней), Петров день (29 июня (12 июля)) и особенно Иванов день. В такие дни деревенские парни обливали всех, кто проходил мимо, а девушек даже вытаскивали для этого из дома, если они там прятались. После этого девушки, присоединившись к парням, сами участвовали в обливании. Заканчивалось всё совместным купанием. В этом деревенском обычае христианское «смывание грехов» объединялось с воспоминанием о жертвах обливанием языческим идолам и с призыванием дождя для избегания засухи.
Дмитрий Серяков считал, что «Обливание» — продолжение художником этнографической темы, уже отражённой Фешиным в таких картинах, как «Черемисская свадьба» и «Капустница». Он считал, что эти три картины можно назвать «обрядовыми». По его мнению, Фешин стремился в них не просто продемонстрировать сцены народного быта, а показать уклад жизни, запечатлённый в конкретных обрядах.
Другие картины Фешина на этнографические темы

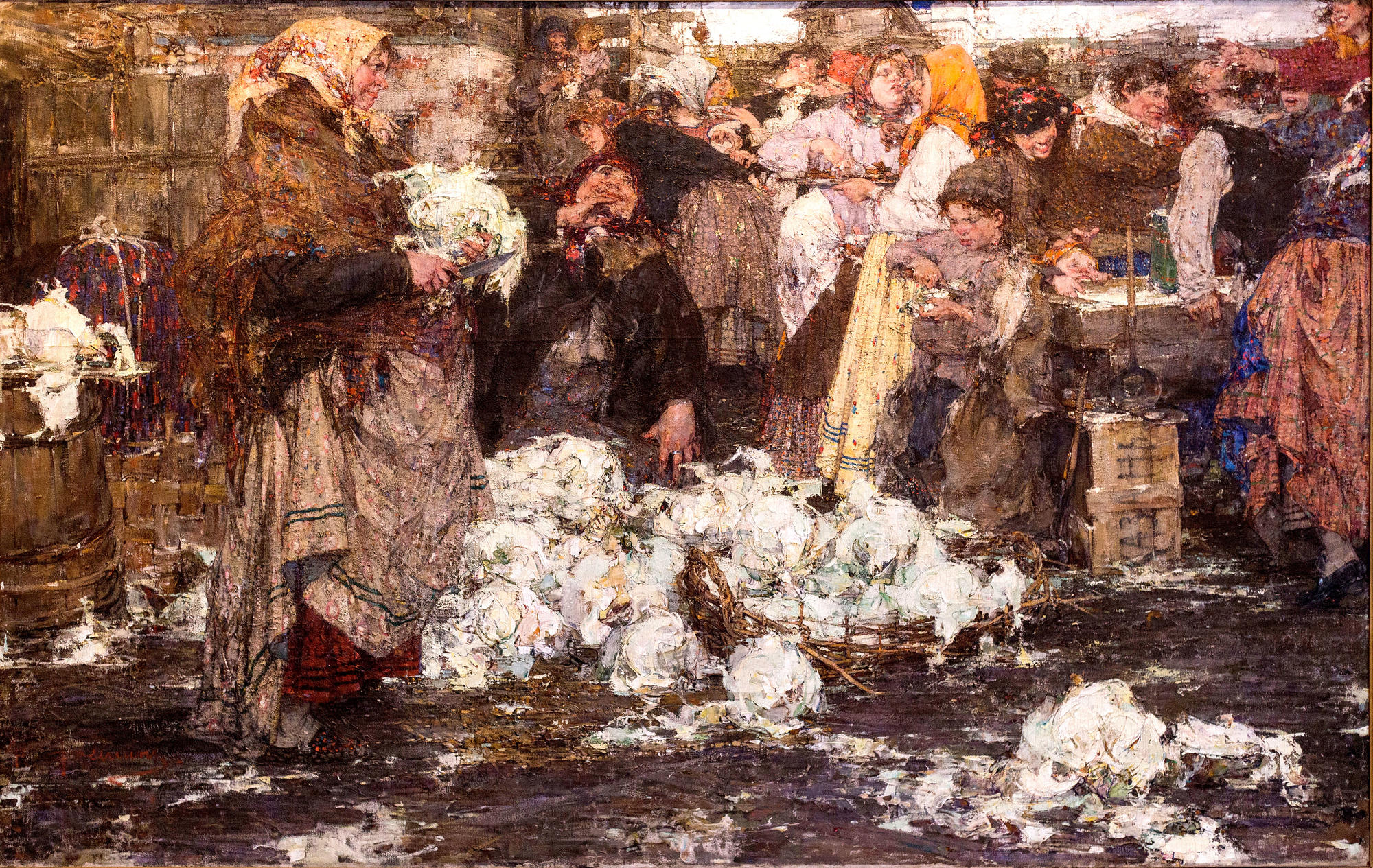
Николай Фешин. Капустница, 1909 — конкурсная (дипломная) работа Н. И. Фешина. Санкт-Петербург, музей Академии художеств
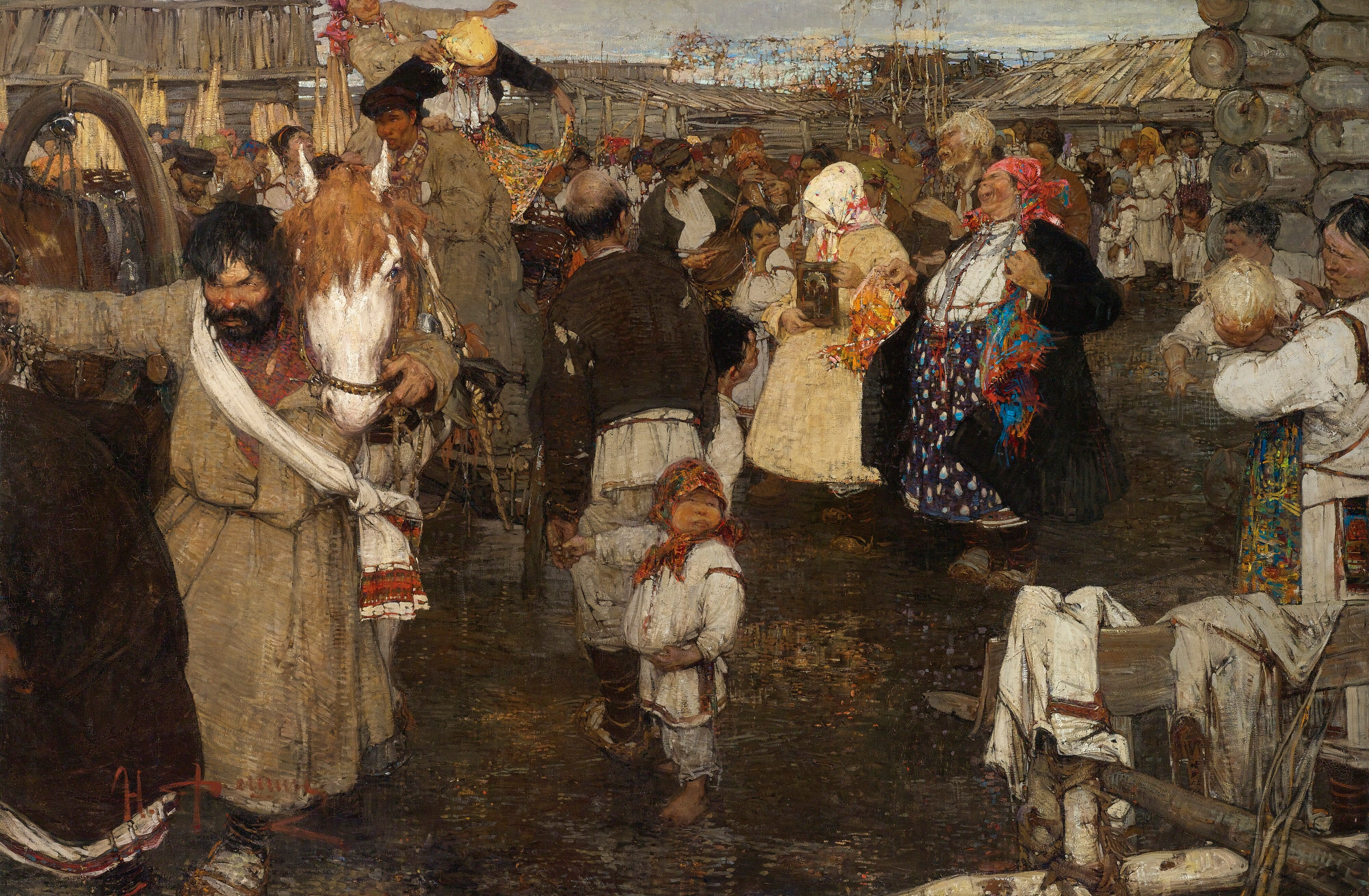
Николай Фешин. Черемисская свадьба, 1908. США, частное собрание

### Работа над картиной
В Надеждино Фешин написал несколько этюдов, которые послужили позже основой для картины «Обливание». По мнению кандидата искусствоведения Дмитрия Серякова, художник, уже определившись к этому времени с композицией полотна, таким образом вёл поиск ярких типажей, выразительных поз своих будущих героев, их жестов. Эти этюды в настоящее время, так же как и сама картина, находятся в собрании Государственного музея изобразительных искусств Республики Татарстан. На трёх этюдах изображены персонажи будущего полотна: баба в красном платке, дрожащая девочка и баба с коромыслом. Все три персонажа с минимальными изменениями вошли в окончательную композицию картины. По мнению Серякова, уже в этюдах можно увидеть основные живописные задачи будущей картины. В них господствует единый колорит. Преобладают охра и тёпло-зелёные оттенки условного, едва намеченного широкими мазками кисти фона. На таком фоне выделяются красные и лиловые сарафаны, белые рубахи героев.
Дмитрий Серяков отмечал, что для Фешина были чрезвычайно важны поиски натуры для своих полотен. Использование натурного материала, по его мнению, является важной особенностью живописи художника, которая придаёт его полотнам «особую жизненную правдоподобность». В процессе работы над картиной «Обливание» Фешин писал с натуры не только фигуры, типажи и костюмы. Он разыскивал и зарисовывал ещё и предметы крестьянского быта, которые позже размещал в композиции полотна.
Фешин не закончил картину. Серяков считал, что вопрос причин отказа художника от завершения полотна остаётся открытым. Среди его предположений:
- Фешин мог разочароваться в художественных особенностях близящейся к завершению работы, так как они казались ему недостаточно выразительными;
- художник мог охладеть к избранной им теме.

При этом, с точки зрения российского искусствоведа, полотно даже в незавершённом виде имеет большое значение — оно демонстрирует особенности творчества живописца «на промежуточной стадии процесса» создания картины.

## Картина и подготовительные работы к ней в собрании музея

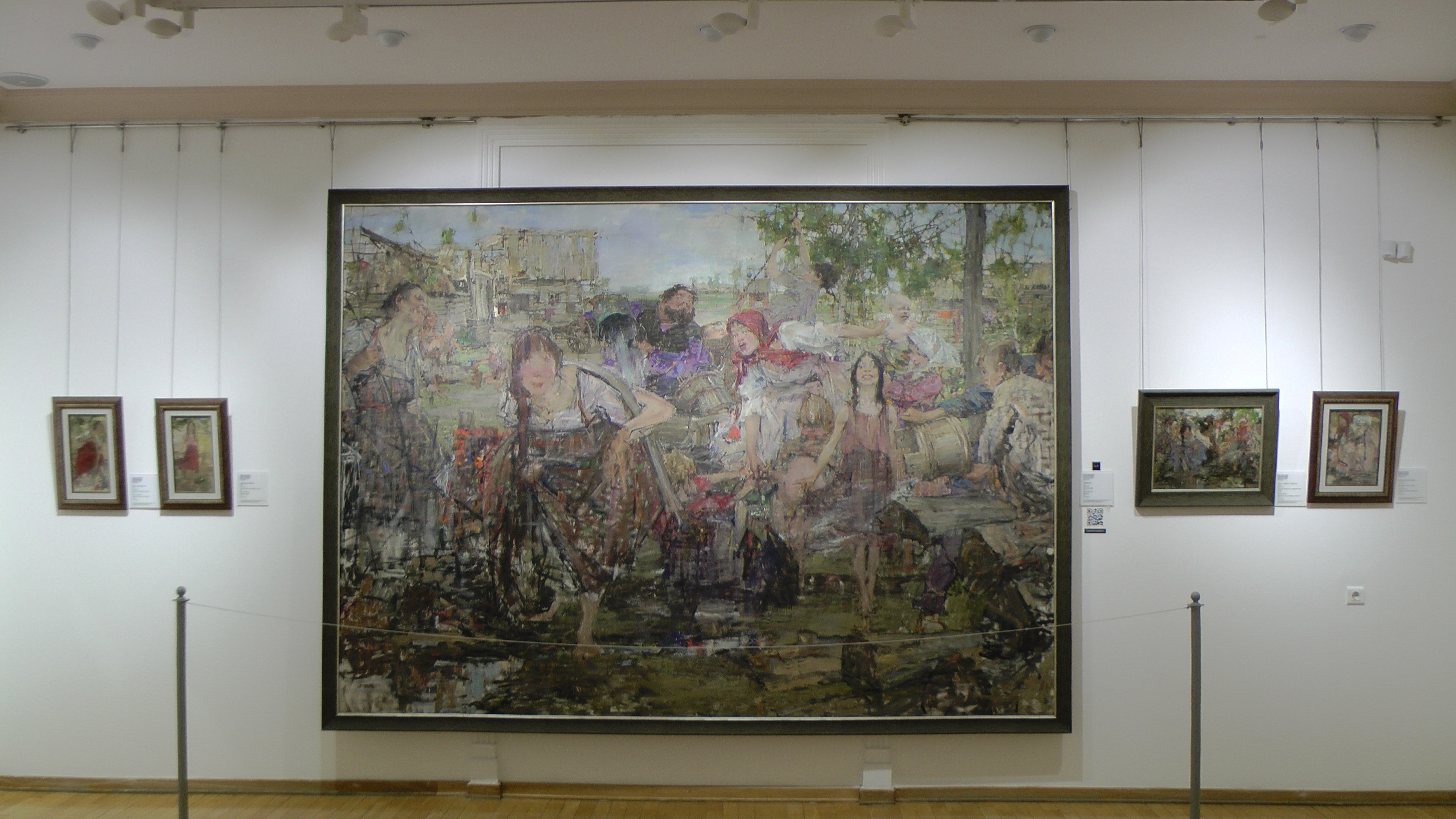
Картина «Обливание» в постоянной экспозиции зала Национальной художественной галереи «Хазинэ» в окружении этюдов. Фото 2020 года

Картина «Обливание» поступила в Государственный музей изобразительных искусств ТАССР в 1962 году. Ранее она находилась в Государственном музее Татарской АССР (с 1944 года); а до этого — в Центральном музее Татарской АССР с 1923 года (картина была сдана автором на хранение при отъезде из СССР за границу, из поездки на родину Фешин больше не вернулся). Техника исполнения полотна — масляная живопись по холсту, его размер — 236 × 329 см, инвентарный номер в собрании музея — Ж-630. «Обливание» экспонируется в настоящее время в зале Николая Фешина в Национальной художественной галерее «Хазинэ», которая является филиалом музея.
Картина неоднократно была представлена на выставках в Казани: в 1963, 1976, 1981—1982 и в 1991 году.

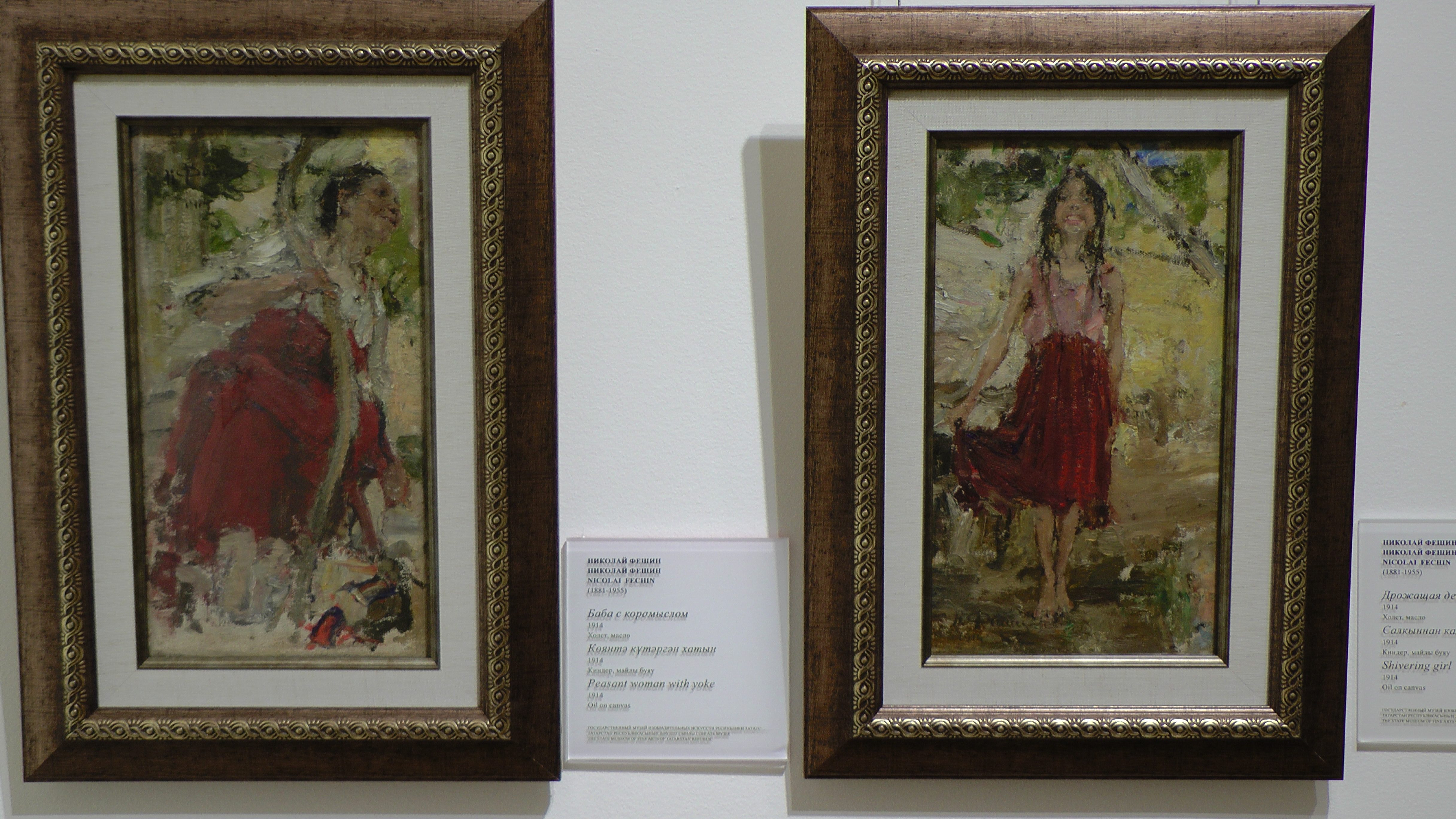
Этюды к картине «Обливание» в экспозиции галереи «Хазинэ». Фото 2020 года

Серяков упоминал в своей диссертации, что в этом же музее хранятся три этюда к картине и эскиз. Этюд «Баба в красном платке» написан между 1911 и 1914 (?) годами. Техника — масляная живопись по холсту, размер — 33,5 × 25 см. Этюд поступил в 1962 году из ГМТР, ранее принадлежал Министерству культуры РСФСР (с 1961 года). До этого он входил в частное собрание А. А. Зайцева, размещавшееся в посёлке Валентиновка Щёлковского района Московской области. Инвентарный номер в собрании музея — Ж-1502. Этюд демонстрировался на выставках в Казани в 1963, 1981 и 1991 годах. Этюд «Баба с коромыслом» (1914 год) также выполнен маслом по холсту, размер — 35,5 × 19 см. Слева вверху находятся подпись художника и указанная им дата создания — «Н. Фешин 1914 г.», этюд поступил в 1962 году из ГМТР, ранее он находился в хранении в МК РСФСР (с 1961 года), а до этого — входил в собрание А. А. Зайцева. Инвентарный номер в коллекции Государственного музея изобразительных искусств Республики Татарстан — Ж-1504. Этот этюд демонстрировался на выставках в Казани в 1963, 1981 и 1991 годах. Этюд «Дрожащая девочка» создан в 1914 году, та же техника, размер — 35 × 20 см. Слева внизу помещены подпись и датировка — «Н. Фешин 1914 г.». Этюд поступил в 1962 году из ГМТР, ранее находился в МК РСФСР с 1961 года, до этого также принадлежал А. А. Зайцеву. Инвентарный номер в ГМИИ РТ — Ж-1501. Этот этюд также демонстрировался на выставках в Казани в 1963, 1981 и 1991 годах.
Галина Тулузакова относила к подготовительным работам к этой картине также хранящиеся в Государственном музее изобразительных искусств Республики Татарстан:
- этюд «Мальчик с ведром» (между 1911 и 1914 (?), холст, масло, 16,5 × 23 см, поступил в 1962 году из ГМТР, до этого в собрании МК РСФСР с 1961 года, которое приобрело его у А. А. Зайцева, Ж-1263)[1][25]. Этот этюд демонстрировался на выставках в Казани в 1963, 1981 и 1991 годах[3].
- этюд «Мальчик с голым животом» (между 1911 и 1914 (?), та же техника, 23 × 16 см, поступил в 1962 году из ГМТР, до этого в собрании МК РСФСР с 1961 года, которое приобрело его у А. А. Зайцева, Ж-1503)[1][26]. Этот этюд также демонстрировался на выставках в Казани в 1963, 1981 и 1991 годах[3].
- этюд «Мальчик со спины» (между 1911 и 1914 (?), холст на картоне, масло, 25,5 × 19,7 см, поступил в 1972 году[Прим 2] от А. С. Тимофеевой, ранее находился в частном собрании В. К. Тимофеева, Казань, Ж-14-81)[1][25]. И этот этюд демонстрировался на выставках в Казани в 1963, 1981 и 1991 годах[3].

Каталог выставки произведений Фешина упоминает также как этюды к картине «Обливание»:
- этюд «Головка мальчика» (между 1911 и 1914 (?), холст, масло, 20 × 13,5 см, поступил в 1962 году из ГМТР, до этого в собрании МК РСФСР с 1961 года, которое приобрело его у А. А. Зайцева, Ж-1263)[1]. Этот этюд демонстрировался на выставках в Казани в 1963, 1981 и 1991 годах[3].
- этюд «Мальчик, присевший у деревянной кадки» (между 1911 и 1914, та же техника, 25,5 × 19,6 см, поступил в 1962 году из ГМТР, до этого в собрании МК РСФСР с 1961 года, которое также приобрело его у А. А. Зайцева, Ж-1263)[1].

Каталог 1992 году упоминает:
- этюд к картине «Обливание» (между 1911 и 1914, холст на картоне, масло, 25,5 × 19,6 см, инвентарный номер «Ж-1144». Этюд поступил в 1972 году от А. С. Тимофеевой. Он был представлен на выставках в Казани в 1981 и 1991 годах[3].

Эскиз к картине «Обливание» выполнен между 1911 и 1914 годами. Техника — масляная живопись по холсту, размер — 38 × 50,5 см. Эскиз поступил в 1962 году из ГМТР. Инвентарный номер — Ж-1209. Эскиз был представлен на выставках произведений Николая Фешина в 1963 и в 1981 годах в Казани, на выставках в городах России в 1992 году, а также на выставке в галерее «Арт-Диваж» (Москва) в 2004 году. Он был реставрирован во Всероссийском художественном научно-реставрационном центре имени И. Э. Грабаря.
Галина Тулузакова в своей кандидатской диссертации упоминает также «Набросок к „Обливанию“» (1911, уголь по бумаге), отмечая, что местонахождение его на 1998 год неизвестно. Ещё один этюд к полотну «Обливание» под названием «Голова девочки» называет Тулузакова в своей книге «Николай Фешин. Натурный рисунок», вышедшей в 2009 году. Он выполнен карандашом по бумаге, размер —  31 × 43 см. Тулузакова относила этот этюд к коллекции Государственного музея изобразительных искусств Республики Татарстан, но он не упоминается в музейных каталогах 1992 и 2006 годов.

## В оценке искусствоведов и зрителей

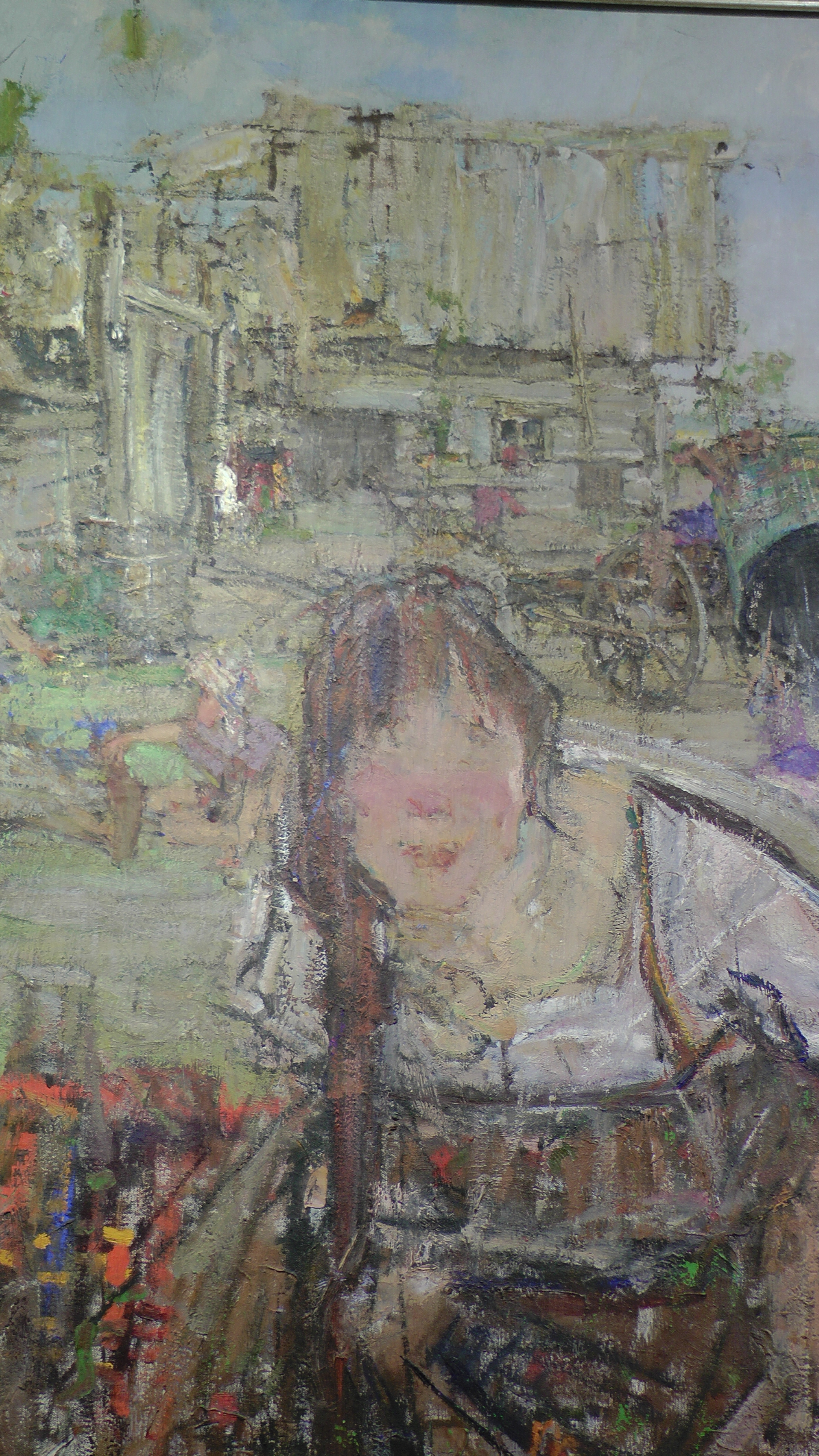
Обливание. Фрагмент

### Современники о картине
Д. И. Рязанская, учившаяся в 1918—1920 годах в мастерской Н. М. Сапожниковой, где преподавал Николай Фешин, видела картину «Обливание» и рассказывала о своих впечатлениях от неё:

«На третьем курсе он задал нам композицию на тему „возвращение Одиссея к Пенелопе“. Вообще же в то время заданий по композиции почему-то не было, и это был большой пробел в воспитании художественной молодёжи. В мастерской, где мы занимались, стояли лицом к стене две его работы: „Бойня“ и „Обливание“. В отсутствие Николая Ивановича мы часто отворачивали от стены картины и рассматривали их, восторгаясь и изучая технику его работы»— Д. И. Рязанская. Воспоминания о Николае Фешине

### В советском искусствоведении
По мнению советского искусствоведа Вл. Воронова, картина «Обливание» знакомит зрителя с миром, обрядами, с радостями и нелёгкой жизнью дореволюционной российской деревни. Картина поражает естественностью и живостью композиции, она полна движения, крика, смеха, визга, шума воды. Вместе с тем Воронов отмечал, что у зрителя появляется странное чувство: картина изображает весёлую сцену из жизни деревни, но в ней присутствует ощущение убогости деревенской жизни. Советский искусствовед подчёркивал, что и современные Фешину критики увидели в первых полотнах художника «правду о тогдашней российской деревне». Искусствовед А. Б. Файнберг в книге «Художники Татарии» писал, что картина «Обливание» воспроизводит картину народной жизни.
Исследователь творчества художника С. Г. Капланова отмечала противоречие между использованием Фешиным в картине гротеска и документальности, которая, однако, по её мнению, связана с излишней прямолинейностью натурных впечатлений. С её точки зрения, «Обливанию» и другим картинам художника, созданным в то же время, не хватает обобщения, которое является результатом синтеза натурных наблюдений. Она считала, что эта черта характерна преимущественно для незаконченных картин Николая Фешина.

### Российские искусствоведы о картине
А. И. Новицкий в статье «Возвращение Вареньки» писал, что «Обливание» — не передвижническая картина по своему духу, она написана с позиций «живописного этнографизма». Автор статьи восхищался мастерством художника, но отмечал звероподобные лица мужиков и тупость женских физиономий, «до безобразия расплывшиеся фигуры», изображённые на полотне. По его мнению, художник был безразличен к своим персонажам (Тулузакова же считала, что это свидетельствует не о безразличии художника, а о концепции, в которой «заострение характерного» было необходимо для выражения идеи, владевшей сознанием художника). Кандидат искусствоведения Аида Алмазова отмечала состояние заразительного веселья, царящее в картине, эмоциональность, звучность, динамичность полотна. Он писала о впечатлении, которое производят на зрителей разлетающиеся брызги, промокшее и прилипшее к телу героинь картины бельё. С одной стороны Фешин выступает продолжателем традиций передвижников, а с другой — одним из первых в России представителей стиля модерн. В то же время в картине присутствует «некая дикая первозданность, свойственная провинциальной глубинке».

### Дмитрий Серяков о картине

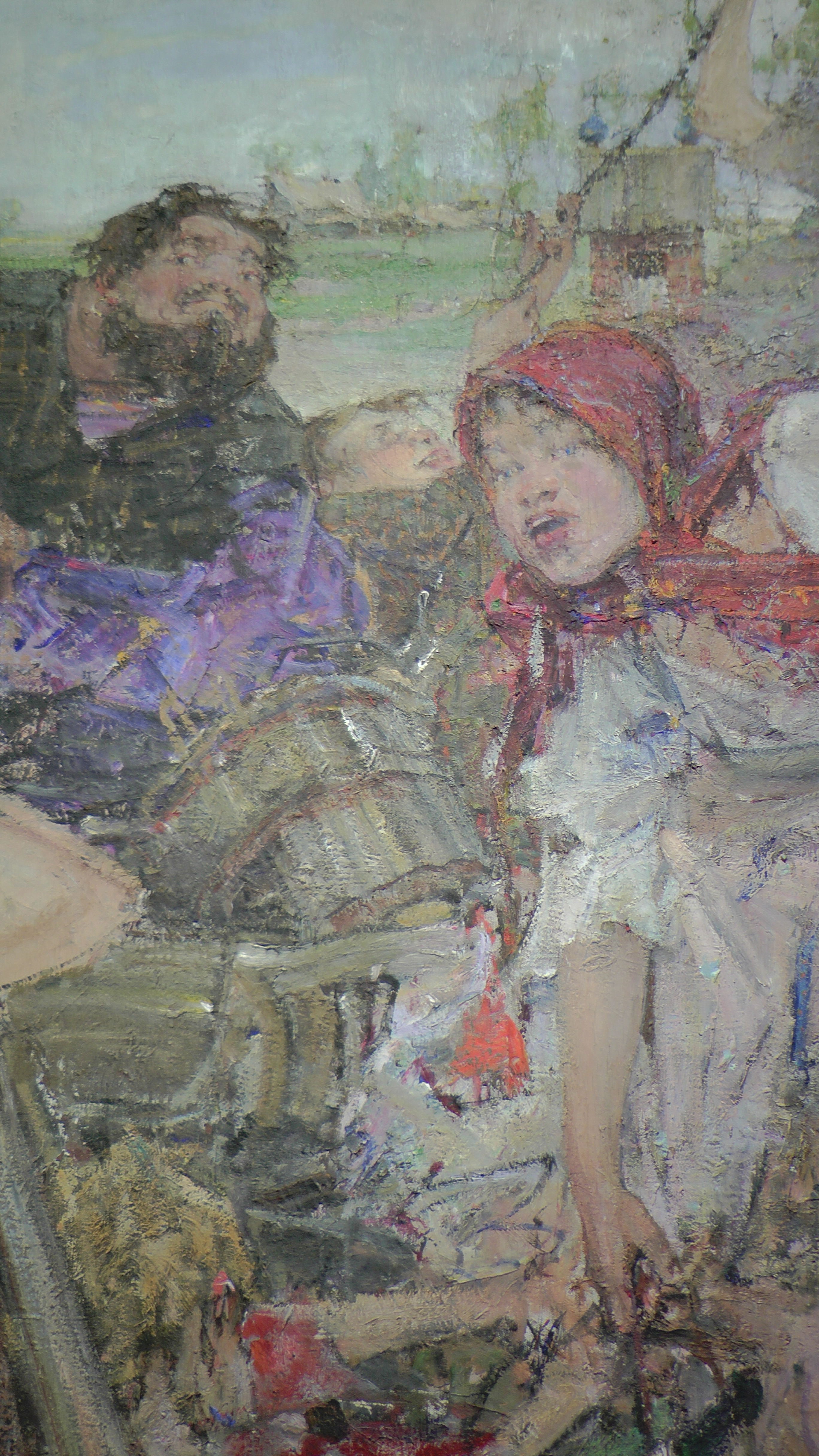
Обливание. Фрагмент

По мнению кандидата искусствоведения Дмитрия Серякова, особую выразительность этому произведению придают нестандартные персонажи, каждый из которых изображён художником как яркая индивидуальность. Это люди разных возрастов, которые изображены в контрастных эмоциональных состояниях. Главный персонаж, с точки зрения искусствоведа, отсутствует. Композиционный и живописный центры картины выявлены слабо. Фигуры самостоятельны и самодостаточны; по выражению Серякова, они «как бы отдельно позирует зрителю».
По мнению Серякова, Фешин не завершил картину «Обливание», но, несмотря на это, в картине отражены характерные для автора художественные принципы, хотя они и не доведены художником до завершения. Композиционные особенности этого полотна те же, что и в других его жанровых работах: фигуры теснятся на холсте, некоторые из них даже отрезаны краями картины. Благодаря этому зритель начинает воспринимать картину как сцену, «вырезанную из жизни». Пейзаж играет на полотне второстепенную роль, он только обрамляет бытовую сцену, придаёт ей композиционную целостность. Художник использовал такой ракурс, что для зрителя действие разворачивается преимущественно на фоне земли. Именно земля занимает большую часть холста. Линия горизонта находится достаточно высоко, поэтому узкая полоса неба на заднем плане (а также располагающиеся на его фоне постройки и растительность) почти упирается в верхний край картины. Некоторые фрагменты картины (например, лица) детально выписаны художником, а отдельные элементы обобщены или не дописаны настолько, что, по выражению Серякова, «сперва даже трудно понять, что здесь хотел изобразить художник».
По мнению Дмитрия Серякова, художник использовал в работе над картиной метод «нон-финито». Выразительность художественного образа создавалась не путём «взаимодополняющей гармонизации всех составляющих», а на максимальном выявлении значимого фрагмента. В работе над жанровыми произведениями Фешин на завершающем этапе этот аспект смягчал. В случае же с «Обливанием», которое так и осталось незаконченным, до этой стадии работа так и не дошла. Серяков настаивал, что на примере данного полотна можно увидеть различие, которое существовало в представлении Фешина «между действительно незаконченным произведением, недоработанным, недозрелым и произведением, исполненным в манере „нон-финито“». Картина в дополнение к фрагментарности отличается ещё и спонтанностью исполнения. Динамика взмахов кисти сохранена, графические росчерки лишь намечают силуэты форм. В эскизной небрежности, по мнению Серякова, проявляется созидательный процесс. Фешин прекратил работу над картиной, когда локальные цветовые массы уже были обозначены и была начата более тщательная моделировка персонажей. Местами видны мазки, намечающие формы, а кое-где — непрокрашенный холст. Фешин использовал импрессионистический приём оптического смешения, когда подчёркивал рисунок ультрамарином, придающим красочность близлежащим цветам. Кажущиеся хаотичными мазки складываются в конкретные образы на значительном расстоянии.
После определения крупных пятен фона и колористических отношений художник перешёл к прописыванию лиц и фигур. Это произошло тогда, когда значительная часть холста ещё не была покрыта краской: заметны линии построения композиции, «местами нет цветовой конкретики». На холсте присутствуют рядом завершённые фрагменты и находящиеся ещё на ранней стадии графического построения. По мнению Серякова, художник шёл не от общего состояния к частным деталям, а собирая композицию вокруг смысловых доминант. Эти доминанты он сначала расставил, а затем «подтягивал» все остальные элементы. При этом художник работал одновременно со всем полотном: проработка одного фрагмента влекла соответствующие сдвиги в работе над другими.

### Картина в работах Галины Тулузаковой

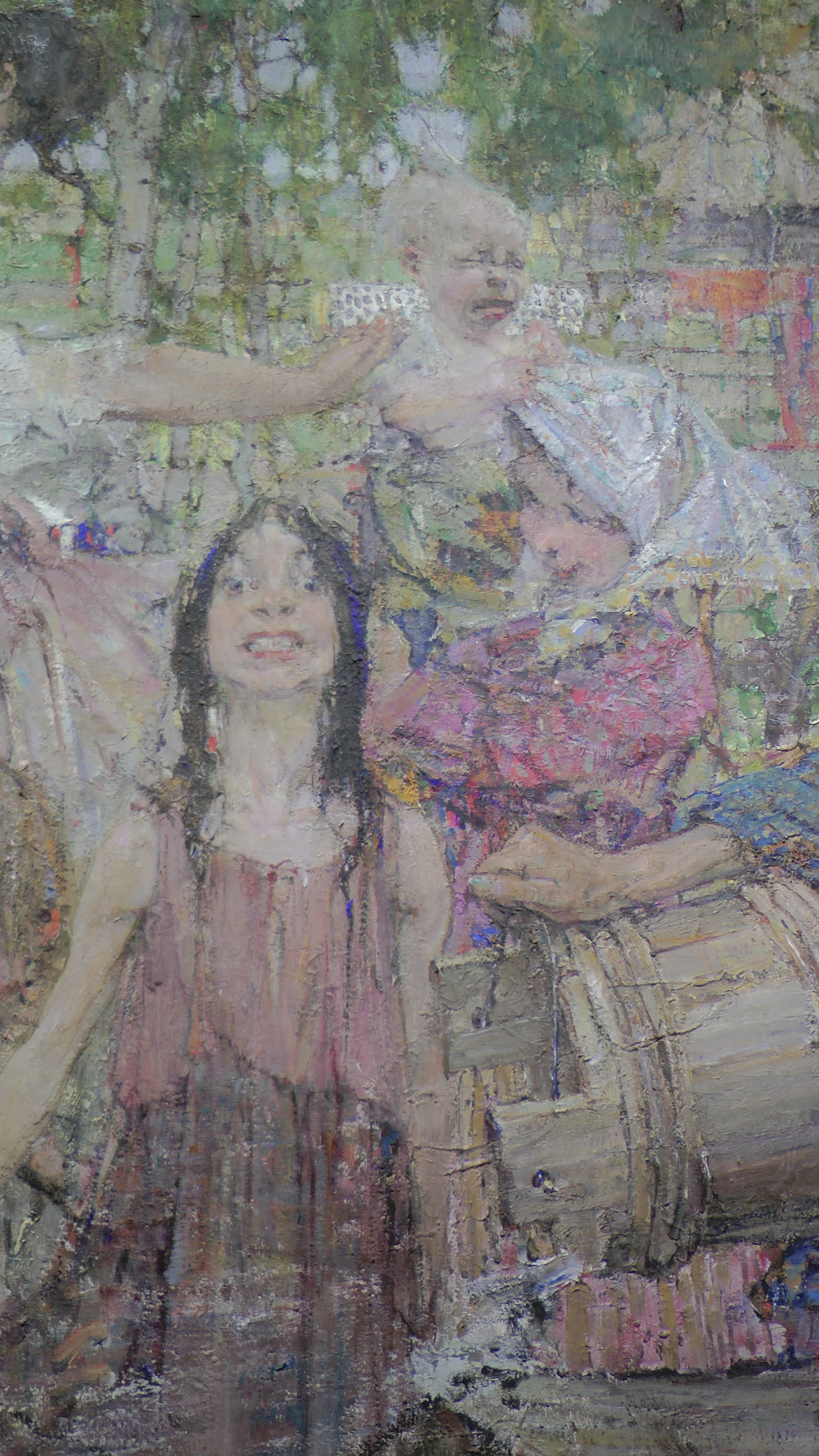
Обливание. Фрагмент

По мнению кандидата искусствоведения Г. П. Тулузаковой, картина «полна эмоциональной экспрессии и живописной маэстрии». Она отмечала динамичность сюжета, ярко выраженный гротеск в трактовке действующих лиц, непосредственность и «остроту реакций» — девочка с вытаращенными глазами кричит и дрожит одновременно. Эмоциональность картины находится на грани надрыва. На полотне присутствуют одновременно смех, плач, испуг. Фиксация неустойчивого состояния лица может привести к ощущению «застылой маски», но художник избежал такой опасности, наполнив полотно внутренним движением. Благодаря этому возник эффект фиксации открытой эмоции.
Тулузакова попыталась реконструировать процесс работы Фешина над полотном. Первоначально Фешин находил место пересечения основных вертикальной и горизонтальной линий. Затем он размечал углём композиционные узлы. Определив отношение самого тёмного узла к самому светлому, он начинал работу с цветом. В основе композиции картины, по мнению Г. П. Тулузаковой, лежит почти классический треугольник, вершиной которого является голова мужика в сиреневой рубашке, который опрокидывает ведро с водой. Она расположена над толпой и пересекается со светлой полосой неба. Этим она привлекает к себе внимание зрителя. Подобный приём Фешин использовал во многих своих композициях. Головы большинства персонажей изображены близко к одной линии, которая идёт параллельно линии горизонта. Благодаря этому полотно делится на две неравные части. В более ранней своей картине «Капустница» Фешин использовал светотеневой контраст, где цвет «интенсифицировался в сюжетных узлах». На полотне «Обливание» он выстроил цветовую гамму разнообразием «тёпло-холодных колебаний по спектру от синего до красного примерно в одном тоне». Тулузакова отмечала, что тёплые и холодные тона находятся на картине то в нюансных, то в контрастных отношениях. Благодаря этому у зрителя появляется ощущение свежести. Однако набор красок, с её точки зрения, достаточно скуден и строится на сближенных тонах. В центре — контраст тёмного и светлого, а также триада цветов — синего, жёлтого и красного. Они сочетаются друг с другом много раз, это сочетание усложняется, цвета растворяются один в другом, это приводит к вибрации колорита.
«Смазанность» и «исковерканность» картины штрихами, по мнению Тулузаковой, нельзя свести только к незаконченности картины. С точки зрения российского искусствоведа, Фешин искал способы передать взвинченное эмоциональное состояние своих героев. Этого требовал сам сюжет — в тёплый летний день девушек обливают с ног до головы ледяной колодезной водой. Впечатление незаконченности связано с фигурой женщины на переднем плане — она оказывается вне фокуса. Лица же персонажей на дальних планах изображены предельно чётко. Художник работал в технике alla primа, создавая иллюзию попытки завершить изображение до полного высыхания красок. Детальное прописывание лица женщины могло бы привлечь к ней слишком много внимания, а «внятность» и «завершённость» картины разрушили бы живописную ткань полотна. Поэтому художник изображал детали только постольку, поскольку ему это было необходимо для реализации своего основного замысла. Кадка, из которой обливают девочку в красном платье, прописана художником тщательно. Вычленить соотношение намеренно незаконченного и случайного применительно к «Обливанию», по мнению Тулузаковой, достаточно сложно, но в любом случае незавершённость придаёт особые качества этому произведению.

### Сергей Воронков о картине
В отличие от Тулузаковой художник и искусствовед С. Н. Воронков считал, что все персонажи, кроме стоящей слева пожилой женщины, объединены дугообразной линией. Рисунок кистью сообщает остроту и напряжённость картине. Фигуры персонажей находятся в сложном переплетении цветовых пятен и длинных мазков, которые художник, по мнению Воронкова, мог наносить полусухой кистью. Контуры фигур иногда прерываются, растворяясь в пространстве полотна.
Воронков считал, что для художника «законченность», ценимая передвижниками, вообще «не являлась критерием творчества». «Обливание», с точки зрения искусствоведа, раскрывает «кухню» работы живописца над его полотнами. Он сознательно опускает многие детали. Например, Фешин не закончил фигуру женщины с коромыслом слева, чтобы переключить внимание зрителя на девочку в розовом платье. Этот детский образ «живёт в картине подобно живому существу». Лицо девочки выражает одновременно испуг и блаженство от ситуации, в которой она оказалась. Взгляд ребёнка обращён на зрителя, а худенькую фигурку подчёркивает фон. Объекты, находящиеся вокруг, — белое платье и платок крестьянок, деревянная бадья в руках мальчика с потоком выплёскиваемой из неё воды — создают, по мнению Воронкова, светлый ореол вокруг деревенской девочки. Сама она становится композиционным центром, всё остальное изображение на картине художник, с точки зрения искусствоведа, рассматривает как дополняющие его аксессуары. Воронков утверждал, что художник сознательно оставил картину на этой стадии завершённости, чтобы поддержать и усилить значимость этого сюжетного центра.
Воронков также считал, что значительную роль играет фигура чернобородого мужика в центре группы. Художник подчеркнул её значение светлым фоном неба. Эта фигура «держит всю композицию, подобно замковому камню в арке, и в то же время тонально уравновешивает всю композицию». Находящийся справа ствол дерева замыкает картину.